# Tom Wiggins

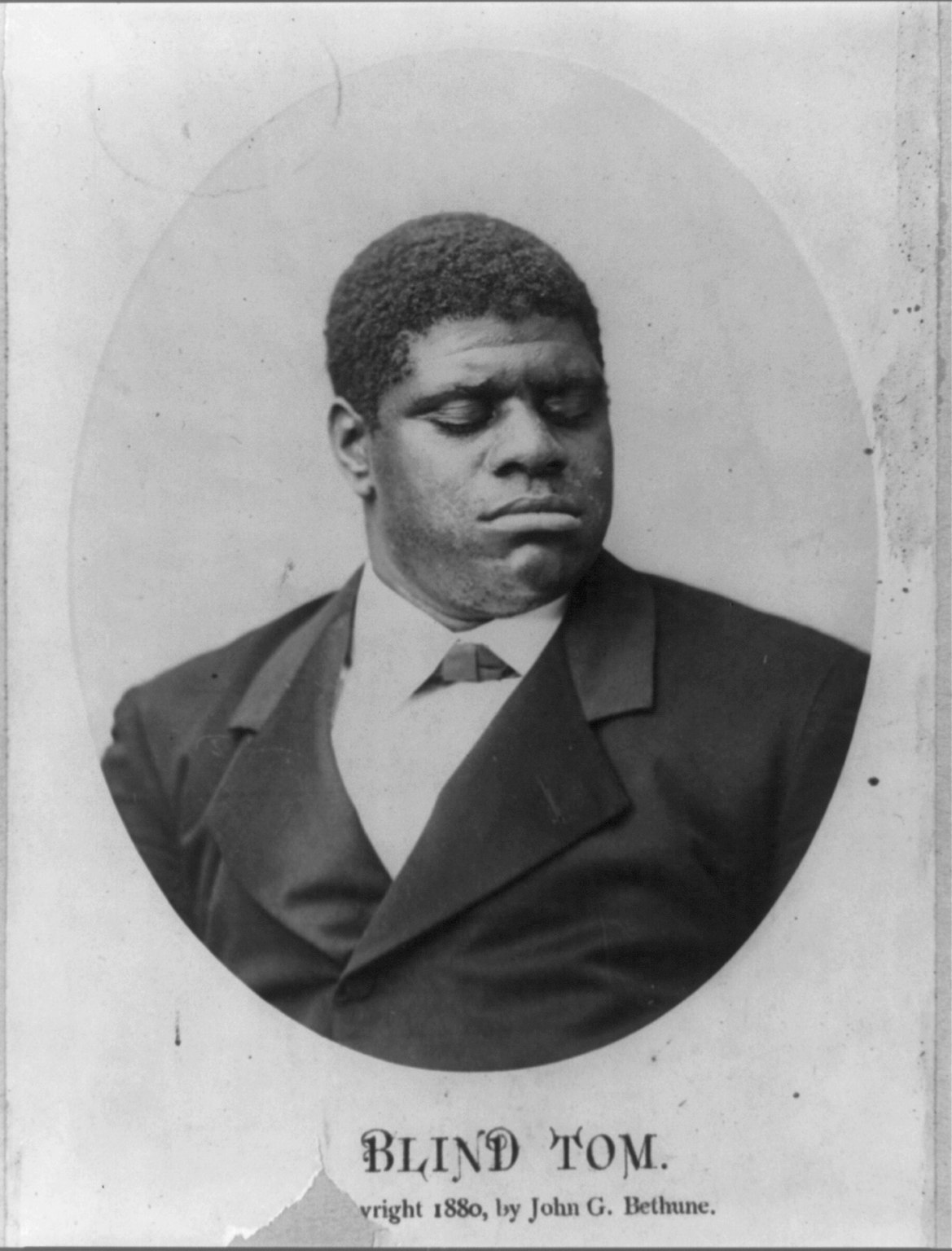
Blind Tom im Jahr 1880

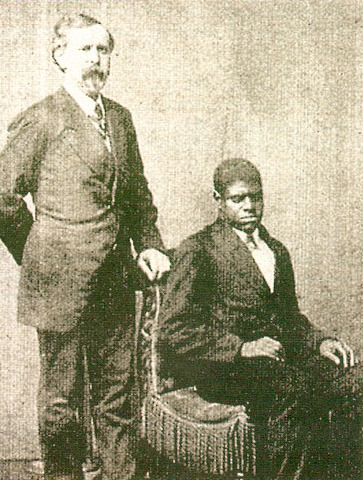
General Bethune mit Wiggins

Thomas „Blind Tom“ Wiggins (* 25. Mai 1849 in Harris County, Georgia; † 13. Juni 1908 in Hoboken, New Jersey) war ein blinder US-amerikanischer Pianist und Komponist mit einer Inselbegabung.

## Leben
Wiggins wurde 1849 auf der „Wiley Edward Jones Plantage“ in Georgia geboren. Er war von Geburt an blind. Im Herbst 1850 wurde er gemeinsam mit seinen versklavten Eltern Charity und Mingo Wiggins und zwei Brüdern an Colonel James N. Bethune, einen Rechtsanwalt und Herausgeber, verkauft. Wiggins ist daher auch unter dem Namen seines Besitzers, James Bethune, als Tom Bethune (Thomas Greene Bethune) bekannt. Da Wiggins nicht arbeiten konnte, hörte er oftmals den Töchtern der Familie Bethune beim Musizieren zu und begann, selbst zu spielen. Schon im Alter von sechs Jahren wurde Wiggins zu Aufführungen in der Nachbarschaft der Bethunes gebracht. Das erste öffentliche Konzert gab Wiggins im Alter von acht Jahren am 7. Oktober 1856 in der Temperance Hall in Columbus. In der Folge wurde er zu Auftritten nach Atlanta, Macon und Athens gebracht. In der Zeitung Athens Southern Watchman wurde ein durchweg positiver Bericht über Wiggins’ Auftritt veröffentlicht.
Kurz nach dem Tod von Colonel Bethunes Frau im Mai 1858 wurde Wiggins als Sklave an den Tabakplantagenbesitzer Perry Oliver ausgeliehen. In dem Drei-Jahres-Vertrag wurde eine Summe von 15.000 US-Dollar für das Recht, Wiggins auch außerhalb Georgias einzusetzen, vereinbart.
Wiggins spielte für Oliver einige Konzerte in Savannah. 1860 gab er ein Konzert in Baltimore, bei dem auch der Klavierbauer William Knabe anwesend war. Dieser zeigte sich so beeindruckt vom Können Wiggins, dass er ihm ein großes Klavier aus Rosenholz schenkte. Im selben Jahr wurden zwei Kompositionen des Zehnjährigen veröffentlicht: Oliver Galop und die Virginia Polka. 1861 spielte er in Washington, D.C. für die ersten japanischen Diplomaten in den Vereinigten Staaten.
Mit Beginn des Sezessionskrieges brachte Perry Oliver den 12-jährigen wieder zurück nach Georgia. Im Oktober 1862 wurde er wieder zurück zu Colonel Bethune gebracht, der dort nach Erzählungen eines Sohnes des Colonels, der für die Konföderation kämpfte, das Stück Battle of Manassas komponierte. Gegen Ende des Sezessionskrieges, als General Bethune erkannte, dass die Südstaaten den Krieg verlieren würden, schloss er einen Vertrag mit Wiggins Eltern ab. Tom Wiggins sollte von Bethune gemanagt werden, freie Kost und Logis sowie eine musikalische Ausbildung erhalten, und einen Lohn von 20 US-Dollar im Monat. Wiggins Eltern sollten laut Vertrag 500 US-Dollar im Jahr sowie ebenfalls freie Kost und Logis erhalten. 1866, nach einem vierwöchigen Aufenthalt in New York City, wo Wiggins in der Irving Hall Konzerte gab, wurde Wiggins auf eine Europa-Tournee geschickt, wo er unter anderem vor Ignaz Moscheles und Charles Hallé spielte, die ihm begeisterte Empfehlungen ausstellten und von einem „musikalischen Wunder“ sprachen. 1868 tourte Wiggins durch Nordamerika und Kanada. 1870 verdienten die Bethunes als Wiggins Manager bereits 50 000 US-Dollar pro Jahr mit Wiggins’ Konzertauftritten. Am 25. Juli 1870 ernannte sich General Bethune selbst zu Wiggins Vormund und hob damit den mit Wiggins Eltern geschlossenen Vertrag auf. Wiggins lebte jetzt mit General Bethune in einer Pension in New York City und verbrachte die Sommer auf der Farm der Bethunes in Virginia. Bethune starb am 16. Februar 1884, als er versuchte, auf einen bereits anfahrenden Zug aufzuspringen und dabei unter die Räder geriet.
Wiggins starb 59-jährig an einem Schlaganfall. Er war, genau wie heute Leslie Lemke, musikalisch außergewöhnlich begabt, aber in allen anderen Lebensbereichen unterdurchschnittlich befähigt und wird teils als Autist gesehen.

## Rezeption
- John Davis: John Davis plays Blind Tom: The Eighth Wonder, CD, Newport Classic, 2000